# Patania verecunda
Patania verecunda is een vlinder uit de familie van de grasmotten (Crambidae). De wetenschappelijke naam van deze soort is voor het eerst voorgesteld als Loxoscia verecunda door William Warren in een publicatie uit 1896.
De soort komt voor in India (Meghalaya), Sri Lanka en Japan.